# Lijst van voetbalinterlands Polen - Roemenië
Deze lijst van voetbalinterlands is een overzicht van alle officiële voetbalwedstrijden tussen de nationale teams van Polen en Roemenië. De landen speelden tot op heden 35 keer tegen elkaar. De eerste ontmoeting, een vriendschappelijke wedstrijd, werd gespeeld in Cernăuți op 3 september 1922. Het laatste duel, een kwalificatiewedstrijd voor het Wereldkampioenschap voetbal 2018, vond plaats op 10 juni 2017 in Warschau.

## Wedstrijden
| №  | Plaats    | Datum             | Competitie           | Wedstrijd        | Uitslag |
| -- | --------- | ----------------- | -------------------- | ---------------- | ------- |
| 1  | Cernăuți  | 3 september 1922  | Vriendschappelijk    | Roemenië – Polen | 1 – 1   |
| 2  | Lwów      | 2 september 1923  | Vriendschappelijk    | Polen – Roemenië | 1 – 1   |
| 3  | Boekarest | 19 juni 1927      | Vriendschappelijk    | Roemenië – Polen | 3 – 3   |
| 4  | Warschau  | 23 augustus 1931  | Vriendschappelijk    | Polen – Roemenië | 2 – 3   |
| 5  | Boekarest | 2 oktober 1932    | Vriendschappelijk    | Roemenië – Polen | 0 – 5   |
| 6  | Lwów      | 14 oktober 1934   | Vriendschappelijk    | Polen – Roemenië | 3 – 3   |
| 7  | Boekarest | 3 november 1935   | Vriendschappelijk    | Roemenië – Polen | 4 – 1   |
| 8  | Łódź      | 14 oktober 1934   | Vriendschappelijk    | Polen – Roemenië | 2 – 4   |
| 9  | Warschau  | 19 juli 1947      | Vriendschappelijk    | Polen – Roemenië | 1 – 2   |
| 10 | Boekarest | 26 oktober 1947   | Vriendschappelijk    | Roemenië – Polen | 0 – 0   |
| 11 | Chorzów   | 10 oktober 1948   | Vriendschappelijk    | Polen – Roemenië | 0 – 0   |
| 12 | Boekarest | 8 mei 1949        | Vriendschappelijk    | Roemenië – Polen | 2 – 1   |
| 13 | Wrocław   | 14 mei 1950       | Vriendschappelijk    | Polen – Roemenië | 3 – 3   |
| 14 | Boekarest | 25 mei 1952       | Vriendschappelijk    | Roemenië – Polen | 1 – 0   |
| 15 | Boekarest | 29 mei 1955       | Vriendschappelijk    | Roemenië – Polen | 2 – 2   |
| 16 | Warschau  | 30 augustus 1959  | Vriendschappelijk    | Polen – Roemenië | 2 – 3   |
| 17 | Chorzów   | 2 juni 1963       | Vriendschappelijk    | Polen – Roemenië | 1 – 1   |
| 18 | Ploiești  | 17 november 1966  | Vriendschappelijk    | Roemenië – Polen | 4 – 3   |
| 19 | Krakau    | 29 oktober 1967   | Vriendschappelijk    | Polen – Roemenië | 0 – 0   |
| 20 | Boekarest | 11 oktober 1978   | Vriendschappelijk    | Roemenië – Polen | 1 – 0   |
| 21 | Warschau  | 29 augustus 1979  | Vriendschappelijk    | Polen – Roemenië | 3 – 0   |
| 22 | Boekarest | 25 maart 1981     | Vriendschappelijk    | Roemenië – Polen | 2 – 0   |
| 23 | Krakau    | 7 september 1983  | Vriendschappelijk    | Polen – Roemenië | 2 – 2   |
| 24 | Sibiu     | 27 maart 1985     | Vriendschappelijk    | Roemenië – Polen | 0 – 0   |
| 25 | Bydgoszcz | 2 september 1987  | Vriendschappelijk    | Polen – Roemenië | 3 – 1   |
| 26 | Haifa     | 6 februari 1988   | Vriendschappelijk    | Polen – Roemenië | 2 – 2   |
| 27 | Warschau  | 12 april 1989     | Vriendschappelijk    | Polen – Roemenië | 2 – 1   |
| 28 | Boekarest | 26 september 1990 | Vriendschappelijk    | Roemenië – Polen | 2 – 1   |
| 29 | Boekarest | 29 maart 1995     | EK 1996 kwalificatie | Roemenië – Polen | 2 – 1   |
| 30 | Warschau  | 6 september 1995  | EK 1996 kwalificatie | Polen – Roemenië | 0 – 0   |
| 31 | Boekarest | 16 augustus 2000  | Vriendschappelijk    | Roemenië – Polen | 1 – 1   |
| 32 | Bydgoszcz | 17 april 2002     | Vriendschappelijk    | Polen – Roemenië | 1 – 2   |
| 33 | Warschau  | 14 november 2009  | Vriendschappelijk    | Polen – Roemenië | 0 – 1   |
| 34 | Boekarest | 11 november 2016  | WK 2018 kwalificatie | Roemenië – Polen | 0 – 3   |
| 35 | Warschau  | 10 juni 2017      | WK 2018 kwalificatie | Polen – Roemenië | 3 – 1   |

## Samenvatting
| Competitie        | Totaal gespeeld | Winst Polen | Gelijk | Winst Roemenië | Doelsaldo Polen – Roemenië |
| ----------------- | --------------- | ----------- | ------ | -------------- | -------------------------- |
| WK-kwalificatie   | 2               | 2           | 0      | 0              | 6 − 1                      |
| EK-kwalificatie   | 2               | 0           | 1      | 1              | 1 − 2                      |
| Vriendschappelijk | 31              | 4           | 14     | 13             | 46 − 52                    |
| Totaal            | 35              | 6           | 15     | 14             | 53 − 55                    |

## Details

### Eerste ontmoeting
| Vriendschappelijk (Cernăuți, Roemenië, 3 september 1922): |       |                     |
| Roemenië                                                  | 1 – 1 | Polen               |
| Alexandru Kozovits 67'                                    | goals | 20' Leopold Dużniak |

### 33ste ontmoeting
| Vriendschappelijk (Warschau, Polen, 14 november 2009): |       |                    |
| Polen                                                  | 0 – 1 | Roemenië           |
|                                                        | goals | 59' Daniel Niculae |

### 35ste ontmoeting
| WK 2018 kwalificatie (Warschau, Polen, 10 juni 2017): |              | |
| Polen | 3 – 1        | Roemenië |
| Robert Lewandowski 29' (pen.) Robert Lewandowski 57' Robert Lewandowski 62' (pen.) | goals        | 77' Bogdan Stancu |
| Adam Nawałka | bondscoach   | Christoph Daum |
| Wojciech Szczęsny Artur Jędrzejczyk Michał Pazdan Łukasz Piszczek Thiago Cionek Jakub Błaszczykowski Krzysztof Mączyński 44' Karol Linetty 72' Kamil Grosicki Robert Lewandowski Piotr Zieliński 81' | opstellingen | Ciprian Tătărușanu Cristian Săpunaru 60' Iasmin Latovlevici Vlad Chiricheș Alin Toșca 60' Alexandru Chipciu Mihai Pintilii Romario Benzar 79' Răzvan Marin Bogdan Stancu Florin Andone |
| Grzegorz Krychowiak 44' Arkadiusz Milik 72' Łukasz Teodorczyk 81' | wissels      | 60' Gheorghe Grozav 60' Nicolae Stanciu 79' Sergiu Hanca |
| | gele kaarten | 28' Cristian Săpunaru |
| - Debuut van Sergiu Hanca (Dinamo Boekarest) voor Roemenië. |              | |

Poolse voetbalbond · A-internationals · Selecties · Statistieken · Pools vrouwenelftal · Olympisch elftal · Polen U21 · Polen U20 · Polen U19 · Polen U18 · Polen U17 · Polen U16
1921 – 1929 ·
1930 – 1939 ·
1940 – 1949 ·
1950 – 1959 ·
1960 – 1969 ·
1970 – 1979 ·
1980 – 1989 ·
1990 – 1999 ·
2000 – 2009 ·
2010 – 2019 ·
2020 – 2029
EK 2008 · 
EK 2012 · 
EK 2016 · 
EK 2020
WK 1938 ·
WK 1974 ·
WK 1978 ·
WK 1982 ·
WK 1986 ·
WK 2002 ·
WK 2006 ·
WK 2018
OS 1924 ·
OS 1936 ·
OS 1972 ·
OS 1976 ·
OS 1992
1921 · 
1922 · 
1923 · 
1924 · 
1925 · 
1926 · 
1927 · 
1928 · 
1929 · 
1930 · 
1931 · 
1932 · 
1933 · 
1934 · 
1935 · 
1936 · 
1937 · 
1938 · 
1939 · 
1940–1946 · 
1947 · 
1948 · 
1949 · 
1950 · 
1951 · 
1952 · 
1953 · 
1954 · 
1955 · 
1956 · 
1957 · 
1958 · 
1959 · 
1960 · 
1961 · 
1962 · 
1963 · 
1964 · 
1965 · 
1966 · 
1967 · 
1968 · 
1969 · 
1970 · 
1971 · 
1972 · 
1973 · 
1974 · 
1975 · 
1976 · 
1977 · 
1978 · 
1979 · 
1980 · 
1981 · 
1982 · 
1983 · 
1984 · 
1985 · 
1986 · 
1987 · 
1988 · 
1989 · 
1990 · 
1991 · 
1992 · 
1993 · 
1994 · 
1995 · 
1996 · 
1997 · 
1998 · 
1999 · 
2000 · 
2001 · 
2002 · 
2003 · 
2004 · 
2005 · 
2006 · 
2007 · 
2008 · 
2009 · 
2010 · 
2011 · 
2012 · 
2013 · 
2014 ·
2015 ·
2016 ·
2017 ·
2018 ·
2019 ·
2020 ·
2021
Albanië ·
Algerije ·
Andorra ·
Argentinië ·
Armenië ·
Australië ·
Azerbeidzjan ·
België ·
Bolivia ·
Bosnië en Herzegovina ·
Brazilië ·
Bulgarije ·
Canada ·
Chili ·
China ·
Colombia ·
Costa Rica ·
Cyprus ·
DDR ·
Denemarken ·
Duitsland ·
Ecuador ·
Egypte ·
Engeland ·
Estland ·
Faeröer · 
Finland ·
Frankrijk ·
Georgië ·
Gibraltar ·
Griekenland ·
Guatemala ·
Haïti ·
Hongarije ·
Ierland ·
India ·
Irak ·
Iran ·
Israël ·
Italië ·
Ivoorkust ·
IJsland ·
Japan ·
Joegoslavië ·
Kameroen ·
Kazachstan ·
Koeweit ·
Kroatië ·
Letland ·
Libië ·
Liechtenstein ·
Litouwen ·
Luxemburg ·
Marokko ·
Malta ·
Mexico ·
Moldavië ·
Montenegro ·
Nederland ·
Nieuw-Zeeland ·
Nigeria ·
Noord-Ierland ·
Noord-Korea ·
Noord-Macedonië ·
Noorwegen ·
Oekraïne ·
Oostenrijk ·
Peru ·
Portugal ·
Roemenië ·
Rusland ·
San Marino ·
Saoedi-Arabië · 
Schotland ·
Senegal ·
Servië ·
Servië en Montenegro · 
Singapore ·
Slovenië ·
Slowakije ·
Sovjet-Unie ·
Spanje ·
Thailand · 
Tsjechië ·
Tsjecho-Slowakije ·
Tunesië ·
Turkije ·
Uruguay ·
Verenigde Arabische Emiraten ·
Verenigde Staten ·
Wales ·
Wit-Rusland ·
Zuid-Afrika ·
Zuid-Korea ·
Zweden ·
Zwitserland
België (1982) ·
Colombia (2018) ·
Costa Rica (2006) ·
Duitsland (2006) ·
Duitsland (2008) ·
Duitsland (2016) ·
Ecuador (2006) ·
Frankrijk (1982) ·
Frankrijk (2022) ·
Griekenland (2012) ·
Italië (1982, 1) ·
Italië (1982, 2) ·
Japan (2018) ·
Kameroen (1982) ·
Kroatië (2008) ·
Noord-Ierland (2016) ·
Oostenrijk (2008) ·
Peru (1982) ·
Rusland (2012) ·
Senegal (2018) ·
Slowakije (2021) ·
Sovjet-Unie (1982) ·
Spanje (2021) ·
Tsjechië (2012) ·
Zweden (2021)
FRF · A-internationals · Selecties · Bondscoaches · Statistieken · Roemeens vrouwenelftal · Olympisch elftal · Roemenië U21 · Roemenië U20 · Roemenië U19 · Roemenië U18 · Roemenië U17 · Roemenië U16
1922 – 1929 · 
1930 – 1939 · 
1940 – 1949 · 
1950 – 1959 · 
1960 – 1969 · 
1970 – 1979 · 
1980 – 1989 · 
1990 – 1999 · 
2000 – 2009 · 
2010 – 2019 · 
2020 – 2029
EK's: 1984 · 
1996 · 
2000 · 
2008 · 
2016 · 
2024
WK's: 1930 · 
1934 · 
1938 · 
1970 · 
1990 · 
1994 · 
1998
OS: 1924 · 
1952 · 
1964 · 
2020
1922 · 
1923 · 
1924 · 
1925 · 
1926 · 
1927 · 
1928 · 
1929 · 
1930 · 
1931 · 
1932 · 
1933 · 
1934 · 
1935 · 
1936 · 
1937 · 
1938 · 
1939 · 
1940 · 
1941 · 
1942 · 
1943 · 
1944 · 
1945 · 
1946 · 
1947 · 
1948 · 
1949 · 
1950 · 
1952 · 
1952 · 
1953 · 
1954 · 
1955 · 
1956 · 
1957 · 
1958 · 
1959 · 
1960 · 
1961 · 
1962 · 
1963 · 
1964 · 
1965 · 
1966 · 
1967 · 
1968 · 
1969 · 
1970 · 
1971 · 
1972 · 
1973 · 
1974 · 
1975 · 
1976 · 
1977 · 
1978 · 
1979 · 
1980 · 
1981 · 
1982 · 
1983 · 
1984 · 
1985 · 
1986 · 
1987 · 
1988 · 
1989 · 
1990 · 
1991 · 
1992 · 
1993 · 
1994 · 
1995 · 
1996 · 
1997 · 
1998 · 
1999 · 
2000 · 
2001 · 
2002 · 
2003 · 
2004 · 
2005 · 
2006 · 
2007 · 
2008 · 
2009 · 
2010 · 
2011 · 
2012 · 
2013 · 
2014 · 
2015 ·
2016 ·
2017 ·
2018 ·
2019 ·
2020 ·
2021 ·
2022 ·
2023
Albanië ·
Algerije ·
Andorra ·
Argentinië ·
Armenië ·
Australië ·
Azerbeidzjan ·
België ·
Bolivia ·
Bosnië en Herzegovina ·
Brazilië ·
Bulgarije ·
Chili ·
China ·
Colombia ·
Congo-Kinshasa ·
Cuba ·
Cyprus ·
DDR ·
Denemarken ·
Duitsland ·
Ecuador ·
Egypte ·
Engeland ·
Estland ·
Faeröer ·
Finland ·
Frankrijk ·
Georgië ·
Griekenland ·
Honduras ·
Hongarije ·
Ierland ·
IJsland ·
Irak ·
Iran ·
Israël ·
Italië ·
Ivoorkust ·
Japan ·
Joegoslavië ·
Kameroen ·
Kazachstan · 
Kosovo · 
Kroatië ·
Letland ·
Liechtenstein ·
Litouwen ·
Luxemburg ·
Malta ·
Marokko ·
Mexico ·
Moldavië ·
Montenegro ·
Nederland ·
Nigeria ·
Noord-Ierland ·
Noord-Macedonië ·
Noorwegen ·
Oekraïne ·
Oostenrijk ·
Paraguay ·
Peru ·
Polen ·
Portugal ·
Rusland ·
San Marino ·
Schotland ·
Servië ·
Slovenië ·
Slowakije ·
Sovjet-Unie ·
Spanje ·
Trinidad en Tobago ·
Tsjechië ·
Tsjecho-Slowakije ·
Tunesië ·
Turkije ·
Turkmenistan ·
Uruguay ·
Verenigde Arabische Emiraten ·
Verenigde Staten ·
Wales ·
Wit-Rusland ·
Zuid-Korea ·
Zweden ·
Zwitserland
Albanië (2016) · 
Frankrijk (2008) · 
Frankrijk (2016) · 
Italië (2008) · 
Nederland (2008) · 
Zwitserland (2016)